# جون بنجامين تشارلز دور
جون بنجامين تشارلز دور (بالإنجليزية: John Benjamin Charles Dore)‏ هو مستكشف نيوزيلندي، ولد في 29 أبريل 1872، وتوفي في 30 أكتوبر 1945.